# Birgit Bjørnvig
Birgit Bjørnvig (ur. 4 stycznia 1936 w Kopenhadze, zm. 3 października 2015) – duńska polityk i nauczycielka, posłanka do Parlamentu Europejskiego II i III kadencji.

## Życiorys
Z wykształcenia nauczycielka nauczania początkowego i specjalnego. Pracowała w tym zawodzie, a także jako pracownik socjalny do spraw nieletnich i asystent rodziny. W latach 1986–1987 tymczasowo kierowała centrum edukacji dla dorosłych na Samsø. Od 1976 działała w socjalliberalnej partii Det Radikale Venstre, od 1978 była radną gminy Samsø. W latach 1987–1994 sprawowała mandat eurodeputowanej II i III kadencji, od 1989 przewodnicząc Grupie Tęcza. Wybierana z ramienia Ruchu Ludowego przeciw WE, w 1992 dołączyła do Ruchu Czerwcowego.